# Juan José Puntas Fernández
Juan José Puntas Fernández (Guillena, 19 de julio de 1960) es un músico, compositor, arreglista, productor, etc. nacido en Guillena, provincia de Sevilla, España.

## Vida
Nace en la villa sevillana de Guillena, comenzando su andadura musical a la edad de 7 años de la mano de su tío “Miguelón” y del Maestro Olmo. Un año más tarde serían José Callejón y Fernando Pérez, quienes encarrilaran su destino.
Número uno de su promoción para Cabos Músicos, tuvo como primeros destinos el Regimiento Soria nº 9 de Sevilla y actual Regimiento Inmemorial del Rey nº 1 de Madrid, ciudad en la que se le expide el “título de profesor de Trombón de Varas y de Pistones y de grupo Grave de sahornos” bajo la tutela de José Chenol y Espiteri.
Primero de su promoción para Suboficiales de la Armada (Infantería de Marina), estuvo destinado en Ferrol, La Coruña, lugar en el que crea el Grupo de Metales "Santa Cecilia"; así como en San Fernando Cádiz, donde estrena sus primeras Marchas Procesionales, unas compuestas junto a Don Rafael Huertas, tituladas: "Poder y Amor", "Cristo Rey" y "Jesús Nazareno" y otras compuestas en solitario, como: "Virgen de los Dolores" y "Pastora Isleña"; y donde  funda, además, el “Cuarteto de Trombones Wagner” y el Sexteto de metales “Ciudad de Cádiz”.
En 1982 embarca en el Buque Escuela Juan Sebastián Elcano en su 54 crucero de instrucción. Navegando por medio mundo en el Buque insignia de la Armada Española, dedica esos 7 meses a realizar arreglos y composiciones diversas y al Jazz, visitando Nueva Orleáns, Boston, San Francisco, Los Ángeles, Puerto Rico, Costa Rica... etc.
En 1992 regresa a Sevilla. Tras la unificación de las Bandas de Músicas Militares y bajo la dirección primero de Pedro Morales Muñoz y después de Abel Moreno Gómez, participa en la grabación de diversos discos de  Música Cofrade, Pasodobles, etc., para España, Francia, México...
En Guillena, fundó y fue director de la Banda de Música “Nuestra Señora de la Granada” y de la “Banda Municipal de Guillena“, con la que interviene en numerosas grabaciones y conciertos inolvidables de Sevillanas, Música religiosa, etc., junto a las primeras estrellas de la copla.
Además de "A Ti... Manué", la más famosa de sus marchas, compuesta en 1990, ha compuesto diversas marchas procesionales y militares, entre ellas cabe destacar "Angustias de los cruceros coronada", compuesta en 1995 con motivo del XXV Aniversario de la coronación de la Virgen de las Angustias de Alcalá del Río y la que en 1996 compone en honor al Titular de la Franciscana Cofradía del Nazareno de la Villa de Los Realejos, El Nazareno, y que titulara "Nazareno Realejero"; así como pasodobles taurinos a "Curro Romero", Francisco Rivera Ordóñez, Pepín Liria... y otros dedicados a diferentes localidades españolas como "Guillena", "Los Realejos", etc.
Produjo, dirigió y compuso un compacto de Música Tradicional Saharaui, destinando sus beneficios a hacer realidad el sueño de comprar una ambulancia nueva y comenzar la construcción de un hospital de educación especial en Los Campamentos de Refugiados Saharauis.
Dirigió y arregló junto a Pascual González, y bajo la tutela del Cardenal Arzobispo de Sevilla Don Carlos Amigo Vallejo, un disco de Navidad en el que participaron más de 450 artistas andaluces, con el fin de obtener fondos para el “Proyecto Hombre”.
Posee la Cruz al Mérito Aeronáutico y la Cruz y la Encomienda de San Hermenegildo y dos Menciones Honoríficas.
Su música abarca desde lo popular, hasta el Jazz, pasando por lo clásico y lo contemporáneo, sin apartarse de su raíz andaluza y flamenca.

## Composiciones

### Marchas Procesionales

#### Autor
- 1988 Granada Coronada +
- 1990 A Ti... Manué +
- 1994 Madre y Pastora Isleña
- 1996 Angustias de Los Cruceros Coronada
- 1996 Nazareno Realejero +
- 2000 Amargura de Jaén
- 2001 Esperanza de Huelva Coronada
- 2001 Gran Poder
- 2001 Lágrimas de Guadalupe
- 2001 Pastora de Capuchinos
- 2003 María Santísima de Las Mercedes
- 2004 Nuestra Señora del Espino
- 2004 Plegaria Macarena
- 2004 Purísima Coronada
- 2004 Tu dulce mirada +
- 2004 Vera-Cruz
- 2005 Afligidos
- 2007 Virgen de Los Afligidos, ¡Franciscana!

#### Coautor
- 1984 Poder y Amor
- 1985 Cristo Rey
- 1987 Jesús Nazareno
- 2002 A mi Virgen de la Paz
- 2002 Coronación +
- 2003 Madrugá de los Gitanos

#### Instrumentador
- 1989 Amanecer de Viernes Santo
- 1997 Azahar de San Gonzálo +
- 1997 Madre Hiniesta
- 2000 Caridad del Guadalquivir +

### Pasodobles
- Curro Romero
- Francisco Rivera Ordoñez
- Guillena
- José Luis Osuna
- Los Realejos

### Marchas Militares
- Comandante Dorado
- Tablada* +

### Otras
- Sevillanas 1
- Sevillanas 2
- Sevillanas 3
- Sevillanas 4
- Sevillanas 5
- Sevillanas 6
- Sevillanas 7